# ブライアン・マーク・リッグ
ブライアン・マーク・リッグ（Bryan Mark Rigg、1971年3月16日 - ）は、アメリカ合衆国の歴史学者、大学教員。第二次世界大戦のホロコーストの歴史に関しての著作が複数ある。専門はドイツ軍史

## 来歴
1971年米国のバプテスト教徒の家庭に生まれる。
ユダヤ人。
フィリップス・エクセター・アカデミーを経てイェール大学に進学し1996年学士号取得する。その後英国ケンブリッジ大学に進学し博士号を取得する。その後ドイツとオーストリアに旅行し第二次世界大戦中ナチスドイツの強制収容所を体験した人々に対してヒアリングを行う。米国に帰国後サザンメソジスト大学とアメリカンミリタリー大学で講師を務めた。2006年から2008年までクレディ・スイスのプライベート・バンキング部門でプライベート・ウェルス・マネージャーとして働き、RIGG Wealth Managementを起業した。2024年刊行の日本の戦争犯罪を扱ったJapan's Holocaust: History of Imperial Japan's Mass Murder and Rape During World War IIは賛否両論の議論を巻き起こしている。

『Japan's Holocaust（日本のホロコースト）』においては何の根拠も出典も明らかにされていないが、太平洋戦争中日本軍が3,000万人を殺害したと記述している。ジャーナリスト山田敏弘との対談において、上記の執筆にあたって衆議院議員新藤義孝が調査に協力してくれ、東京都公文書館での資料の収集がスムーズに進んだと述べているが、デイリー新潮が新藤に問い合わせたところ真偽についての回答は拒否されている。

本書に対しては麗澤大学教授の高橋史朗は「本文はもとより引用元もずさん」としているが、その一方執筆にあたってリッグは『大国の興亡』の著者でイェール大学教授のポール・ケネディやペンシルベニア大学教授のジョナサン・スタインバーグら歴史学の泰斗の監修を受けており、一概に「ヘイト本」と片付けられない現実もあるとされる。

## 論争
係争裁判
2020年5月、ハーシェル・W・ウィリアムズ対リグの裁判があり、原告は、ブライアン・マーク・リグの言論が虚偽であり、中傷的であり、ウィリアムズの評判を傷つける危険性があると繰り返し主張した。
前出の山田は、「『日本のホロコースト』では日本軍が3000万人殺したとしているが、日本共産党ですら2000万人としており、人数が疑問である、中国政府からの資金援助は彼は否定しているが、史料整理は中国人女性に援助され、その友人は南京市で公文書を扱う主任記録官であったことは認めた。販売部数の増加を狙った話題作りの筆致かも」としている。
教育学者の高橋史朗も山田同様に人数を問題視し、『日本のホロコースト』について米国立公文書館所蔵としている写真は最新研究で別の箇所で撮影されたことが判明しているとし、ニセ写真であることが判明している多くの写真を掲載したとしている。

## 著作
- ’’Hitler's Jewish Soldiers: The Untold Story of Nazi Racial Laws and Men of Jewish Descent in the German Military’’, University Press of Kansas, 2002.  ISBN 978-0-7006-1358-8
- ’’Rescued from the Reich: How one of Hitler's Soldiers Saved the Lubavitcher Rebbe’’, Yale University Press, 2004.  ISBN 978-0-300-11531-4
- ’’Lives of Hitler's Jewish Soldiers: The Untold Stories of Hitler's Jewish Soldiers’’ University of Kansas Press, 2009.  ISBN 978-0-7006-1638-1
- ’’The Rabbi Saved by Hitler's Soldiers: Rebbe Joseph Isaac Schneersohn and His Astonishing Rescue’’ University of Kansas Press, 2016.  ISBN 978-0700622610
- ’’Flamethrower: Iwo Jima Medal of Honor Recipient and U.S. Marine Woody Williams and His Controversial Award, Japan's Holocaust and the Pacific War’’ Fidelis Historia, 2020. ASIN B08666CNSH
- Conquering Learning Disabilities at Any Age: How An ADHD/LD Kid Graduated From Yale and Cambridge, Became A Marine Officer, Military Historian, Financial Advisor And Caring Father Fidelis Historia, 2022.  ISBN 978-1734534177
- ’’Japan's Holocaust: History of Imperial Japan's Mass Murder and Rape During World War II’’ Knox Press, 2024.  ISBN 9781637586884